# Polla hemeraria
Polla hemeraria är en fjärilsart som beskrevs av Dyar 1910. Polla hemeraria ingår i släktet Polla och familjen mätare. Inga underarter finns listade i Catalogue of Life.